# Tervuren
Tervuren là một đô thị trong tỉnh Vlaams-Brabant, vùng Flanders, một trong ba vùng của Bỉ. Đô thị này bao gồm các làng Duisburg, Tervuren, Vossem và Moorsel. Tại thời điểm ngày 1 tháng 1 năm 2006,, Tervuren có tổng dân số 20.636 người. Tổng diện tích là 32,92 km², với mật độ dân số 627 người trên mỗi km².
Ngôn ngữ chính thức của Tervuren làs tiếng Hà Lan. Cộng đồng dân thiểu số chủ yếu nói tiếng Pháp và một số người đến từ các quốc gia Liên minh châu Âu, Hoa Kỳ, và Canada.

## Thành phố  kết nghĩa
Tervuren kết nghĩa với Dachau, Oosterbeek (ở Renkum) và Kloster Lehnin.